# نبردناو پوبیدو
نبردناو پوبیدو (به انگلیسی: Russian battleship Pobeda) یک کشتی بود که طول آن ۴۳۴ فوت ۵ اینچ (۱۳۲٫۴ متر) بود. این کشتی در سال ۱۹۰۰ ساخته شد.